# Alchimistul (roman)

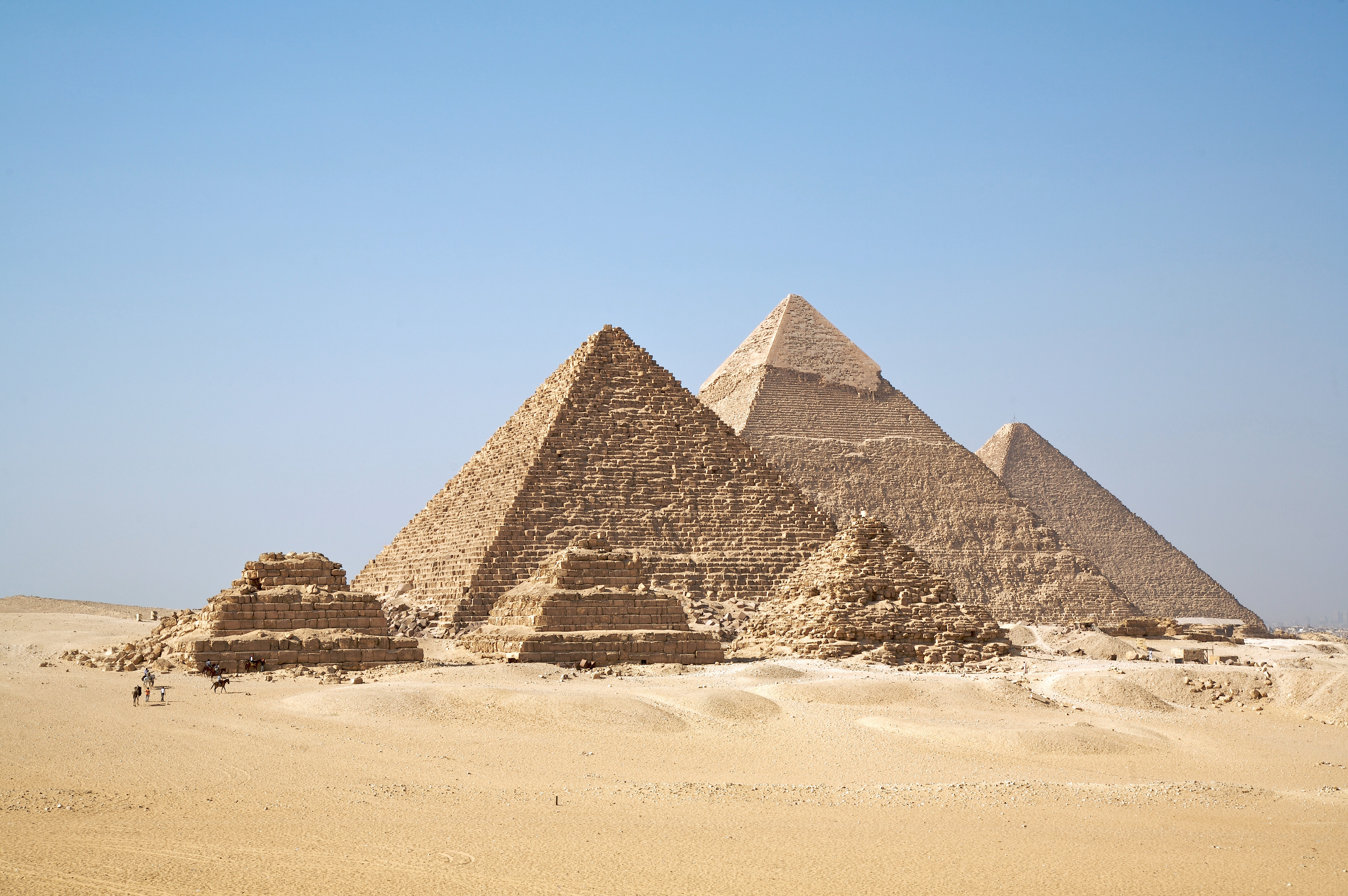
Piramidele din Giza

Alchimistul, scrisă în 1988, este cea mai populară carte a lui Paulo Coelho fiind cea de-a doua carte a sa publicată. 
Povestea gravitează în jurul călătoriei unui ciobănaș andaluzian numit Santiago. Crezând că un vis repetitiv pe care îl avea denumește o profeție, Santiago stă de vorbă cu o ghicitoare despre semnificația acestui vis. Femeia îi profețește că el va găsi o comoară în preajma piramidelor din Egipt, și astfel începe aventura.

## Istoria cărții
În mai 1993, HarperCollins a publicat circa 50.000 de exemplare ale cărții Alchimistul, acesta fiind un record de vânzare a unei cărți braziliene în Statele Unite. La lansarea acestei cărții, directorul firmei HarperCollins a spus:  A fost ca și cum te-ai trezi dimineața să vezi răsăritul în timp ce toți ceilalți dormeau, așteptând până când ceilalți se trezesc să vadă și ei același lucru. Paulo a fost copleșit de succesul de care s-a bucurat cartea. Acesta este un moment foarte special pentru mine a spus el. Editorul său a ținut să încheie:  Sper ca această publicație să rămână la fel de incitantă în timp și să aibă succesul pe care l-a avut povestea Latino-americanul. HarperCollins a planificat o campanie de mare anvergură pentru aniversarea a 10 ani de la publicarea cărții, unde s-a inițiat o campanie internațională de vânzare în masă a cărții, acest lucru adunând legiuni de fani.
Zece ani mai târziu, în 2002, John Loudon îi scrie lui Paulo: Alchimstul a devenit una din cele mai importante cărți din istoria firmei. Suntem mândri de carte și de succesul pe care îl are. Povestea succesului pe care l-am avut se oglindește în povestea cărții. 
Printre admiratorii celebri ai cărții se numără și Julia Roberts, care a remarcat: Este ca o muzică, modul în care el scrie, e așa de frumos. E un dar pe care eu îl invidiez. De asemenea, Madonna a declarat într-un interviu dintr-o revistă germană Sonntag-Aktuell: Alchimistul este o carte frumoasă despre magie, vise și comori pe care le căutăm tot timpul altundeva și constatăm că se aflau deja sub nasul nostru.
Succesul acestei cărți din Statele Unite a marcat începutul carierei sale internaționale. O mulțime de producători de la Hollywood s-au arătat interesați de drepturile de adaptare a cărții pe peliculă, acestea fiind cumpărate în 1993 de către Warner Brothers. Înaintea publicării din Statele Unite, cartea a fost publicată de edituri mici din Spania și Portugalia, așa că Alchimistul nu s-a bucurat de succes decât după 1995. Șapte ani mai târziu, în presă (editorialul Planeta) s-a afirmat că această carte este cea mai bine vândută carte din Spania în 2001. Pe de altă parte, tipografiile din Spania au pregătit în 2002 o relansare a tuturor publicaților precedente. Cartea lui Paulo Coelho s-a bucurat de succes și în Portugalia, fiind vândute peste un milion de cărți (Editura Pergaminho). 
În septembrie 1993, Alchimistul a înregistrat vânzări record și în Australia. Editura Sydney Morning Herald afirmă: Este cartea anului. O carte încântătoare de infinite frumuseți filozofice. În 1993, Monica Antunes, care a colaborat cu Paulo Coelho încă din 1989, după ce a citit primele lui două cărți, au format în Barcelona o agenție literară împreună cu Carlos Eduardo Rangel, cu misiunea de a vinde drepturile lucrărilor lui Paulo Coelho.
În aprilie 1994, Alchimistul a fost lansat în Franța, unde publicul cititor s-a îndrăgostit de carte și a devenit și aici una din cele mai bine vândute cărți. Două zile înainte de Crăciun, Anne Carriere îi scria lui Mônica: Ca și dar de Crăciun, îți trimit cea mai bine vândută carte din Franța. Suntem primii!. Alchimistul a fost cap de listă în Franța, unde a stat timp de cinci ani. După succesul fenomenal din Franța, cărțile lui Paulo Coelho au făcut ca fenomenul european să se întindă în toată lumea.
În 1995, Alchimistul a fost publicat în Italia (la editura Bompiani), ajungând imediat în top. În următorul an Paulo Coelho a primit două premii în Italia de mare prestigiu, premiul Super Grinzane Cavour și premiul Flaiano International.
În 1996, cartea Alchimistul ajunge și pe meleagurile germane (Diogenes). Aici ediția specială publicată în 2002 a bătut toate recordurile rămânând în fruntea topului "Der Spiegel" în jur de 306 de săptămâni.
Toate cărțile lansate de Coelho după Alchimistul au succes la public.

## Adaptări
Numeroase companii de teatru au considerat că potențialul dramatic și poetic al operelor alchimistului pot fi adaptate pentru scenă. Alchimistul a fost adaptat și jucat pe scene de pe toate cele cinci continente, în diferite forme - muzical, teatru dansabil sau balet, teatru de păpuși, dramă, operă. 
În România, Alchimistul se joacă în decembrie 2005 la Teatrul Odeon din București. Cartea va apărea pe Broadway doar sub formă de muzical.